# Bedrovo
Bedrovo (Bulgaars: Бедрово) is een spookdorp in Bulgarije. Zij is gelegen in de gemeente Tsjernootsjene, oblast Kardzjali. Het dorp ligt 11 km ten noorden van Kardzjali en 200 km ten zuidoosten van de hoofdstad Sofia. Vanaf 2015 is het dorp definitief gesloten.

## Bevolking
In de eerste volkstelling van 1934 registreerde het dorp 78 inwoners. Dit aantal daalde naar 73 personen in 1946 en 59 personen in 1956. Tussen 1956 en 1965 nam het inwonersaantal toe tot 76 personen. Daarna begon het inwonersaantal drastisch te krimpen. In 1975 werden er 33 inwoners geteld. Tien jaar later, in 1985, woonden er 13 personen. In 1992 werden er slechts 2 personen geregistreerd. Tussen 1995 en 1998 leefde er slechts één persoon in het dorp. Sinds 1999 is het dorp ontvolkt. Per 31 juli 2015 is het dorp definitief gesloten.
Bakalite - Barza Reka - Bedrovo - Bezvodno - Beli Vir - Besnoerka - Bozjoertsi - Borovsko - Bosilitsa - Bostantsi - Daskalovo - Draganovo - Doesjka - Djadovsko - Jabaltsjeni - Javorovo - Jontsjovo - Gabrovo -  Kablesjkovo - Kanjak - Komoeniga - Kopitnik - Koetsovo - Ljaskovo - Minzoechar - Moerga - Nebeska - Notsjevo - Novi Pazar - Novoselisjte - Panitsjkovo - Patitsa - Ptsjelarovo - Petelovo - Prjaporets - Roesalina - Sokolite - Srednevo - Sredska - Strazjnitsa - Svobodinovo - Tsjerna Niva - Tsjernootsjene - Vazel - Versko - Vodatsk - Vojnovo - Vozjdovo - Zjeleznik - Zjenda - Zjitnitsa